# Günter Sanders
Günter Sanders ist ein ehemaliger deutscher Tennisfunktionär und -spieler.

## Leben
Sanders wuchs in Hannover auf. Als Tennisspieler gehörte er zeitweise zu den besten zehn Spielern Deutschlands, 1964 wurde er zusammen mit Helga Niessen deutscher Meister im gemischten Doppel.
Sanders war beruflich bei Volkswagen tätig, beim Deutschen Tennis-Bund (DTB) hatte er ab 1983 das Amt des Sportwarts inne. Er wurde Geschäftsführer des Deutschen Tennis Bundes, handelte für den DTB unter anderem einen für fünf Jahre geltenden und 125 Millionen D-Mark umfassenden Fernsehvertrag mit dem Unternehmen Ufa aus. In Nachfolge von Heinz Brenner stand ab 1992 das Turnier am Hamburger Rothenbaum (Frauen und Männer) unter Sanders’ Leitung als Turnierdirektor. Laut Der Tagesspiegel in einem Bericht im April 1999 war Sanders mehr als ein Jahrzehnt „der mächtigste und international einflußreichste Funktionär des Deutschen Tennis Bundes“.
Im Januar 2001 erfolgte die Trennung zwischen dem DTB und Sanders. Das Hamburger Abendblatt schrieb in seiner Berichterstattung über die Trennung, Sanders sei fristlos gekündigt worden und gab den damaligen DTB-Vorsitzenden Georg Freiherr von Waldenfels in diesem Zusammenhang mit den Worten „Wir sind auf Dinge gestoßen, die uns keine andere Wahl ließen“ wieder. In einem weiteren Bericht der Zeitung war von „finanziellen Unregelmäßigkeiten“ die Rede. Sanders wies den Vorwurf der Untreue öffentlich zurück. Laut Die Tageszeitung hatte sein Arbeitspapier beim DTB noch Gültigkeit bis 2004, Sanders stimmte dem Bericht gemäß einem Aufhebungsvertrag zu.